# Віолончелеві жуки
Mormolyce(лат.) (листоподібні жужелиці, віолончелеві жуки[джерело?]) — рід тропічних жуків-турунів підродини Lebiinae (іноді її роди включають до підродини Harpalinae).

## Поширення
Південно-східна Азія: Індонезія, Малайзія, Таїланд.

## Опис
Ці жуки характеризується пласким листоподібним тілом з розширеними вбік напівпрозорими елітрами, що нагадують за формою скрипку, віолончель або гітару (звідси їх англійські назви Violin beetle та Guitar Beetle). Це пристосування до навколишнього середовища (проживання між листям або під корою дерев) або мімікрія (комаха нагадує сухий лист). Друга пара крил розвинена і жуки здатні до польоту. Блискучі чорні або коричневого кольору. Голова і передньоспинка подовжені, вусики довгі, майже дорівнюють довжині всього тіла. Ноги довгі і тонкі. Є однією з груп, які мають спеціальне пристосування на передніх ногах (protibiae) для чистки вусиків, як у мурашок. Мають оборонні пігідіальні залози, які виділяють смердючі і отруйні масляні кислоти.
Досить великі жуки, що досягають 50 — 100 мм. Личинки — хижаки. Імаго — афаги (не харчуються) і живуть за рахунок поживних речовин, накопичених личинкою.
Жуки мешкають поміж листя і стебел рослин. Личинки живуть у деревних трутових грибах роду Polyporus. Розвиток личинок триває від 8 до 9 місяців, заляльковування від 8 до 10 тижнів. Імаго з'являються з серпня по листопад, і місцевими жителями називаються «Bibiolah'an».

## Колекції і марки
Незвичайна форма жуков зробила їх дуже популярними у колекціонерів, які їх масово виловлювали і продавали. У минулі роки вони досягли дуже високої ціни, наприклад, у середині дев'ятнадцятого століття музей у Парижі виплатив за один зразок 1 000 франків.
Дорослі жуки цього роду зображені на поштових марках кількох країн (Індонезія, Палау, Таїланд).

## Червона книга
Основною загрозою для цих комах є руйнування середовища проживання — тропічних лісів. Жук Mormolyce phyllodes був включений в 1990 році в Червоний список загрозливих видів МСОП, однак вже у 1996 році був вилучений із нього.

## Класифікація
6 видів і підвидів. Рід Mormolyce відноситься до підродини Lebiinae Bonelli, 1810 (трібо Lebiini Bonelli, 1810; підтріба Pericalina Hope, 1838). Іноді виділяється (разом з родом Coreoblemus) в окрему підродину Mormolycinae у складі підвищеного в ранзі до сімейства Harpalidae. Рід був вперше описаний швейцарським ентомологом Якобом Іоганном Хагенбахом (en:Johann Jacob Hagenbach; 1802-1825) в 1825 році і довго вважався монотипічним з одним видом Mormolyce phyllodes.. З часом були описані ще кілька видів. Морфологія личинок і недавнє дослідження ДНК підтверджує близькість турунів роду до інших Carabidae.
- Mormolyce phyllodes Hagenbach, 1825 (жужелиця-листовидка, листоподібна жужелиця) — Індонезія, Малайзія
  - Mormolyce phyllodes ssp. engeli  Lieftinck & Wiebes, 1968
- Mormolyce borneensis Gestro, 1875 — Борнео
- Mormolyce castelnaudi Deyrolle, 1862 — Малайзія, Таїланд
- Mormolyce hagenbachi Westwood, 1862 — Малайзія
- Mormolyce tridens Andrewes, 1941 (?підвид Mormolyce phyllodes)
- Mormolyce quadraticollis Donckier, 1899

## Галерея

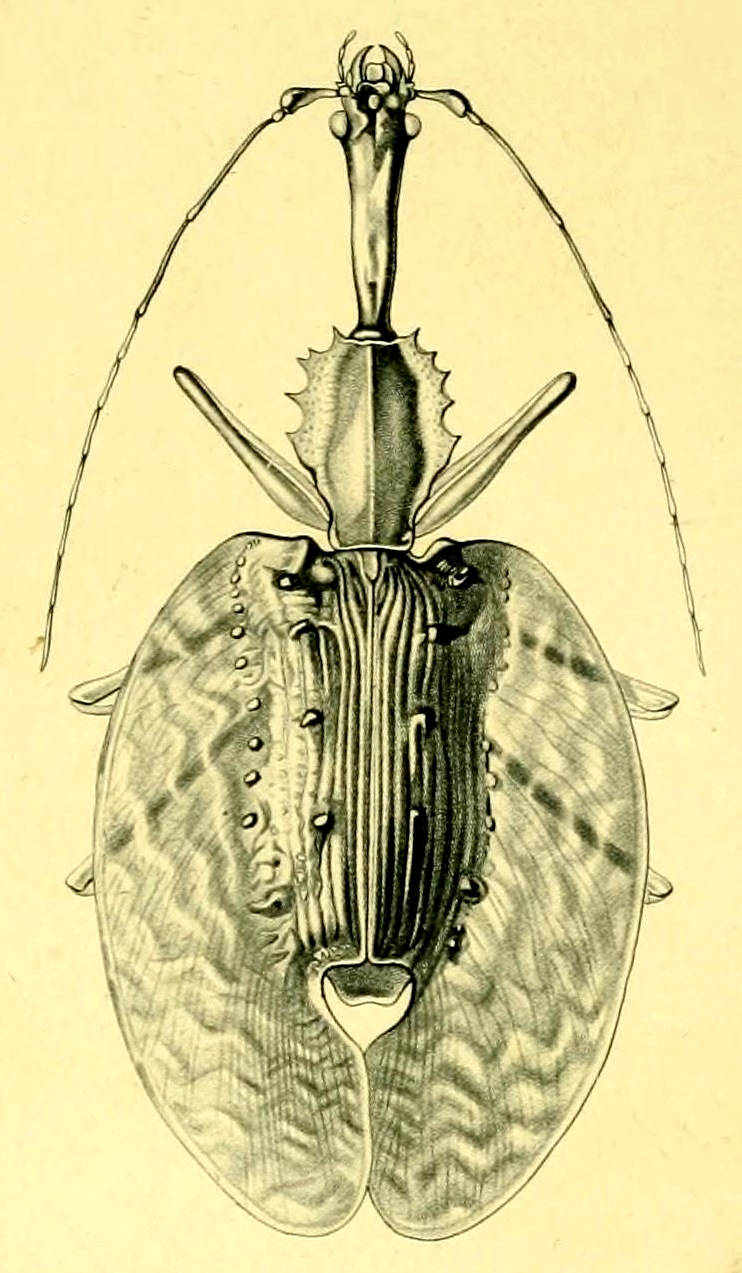
Mormolyce castelnaudi
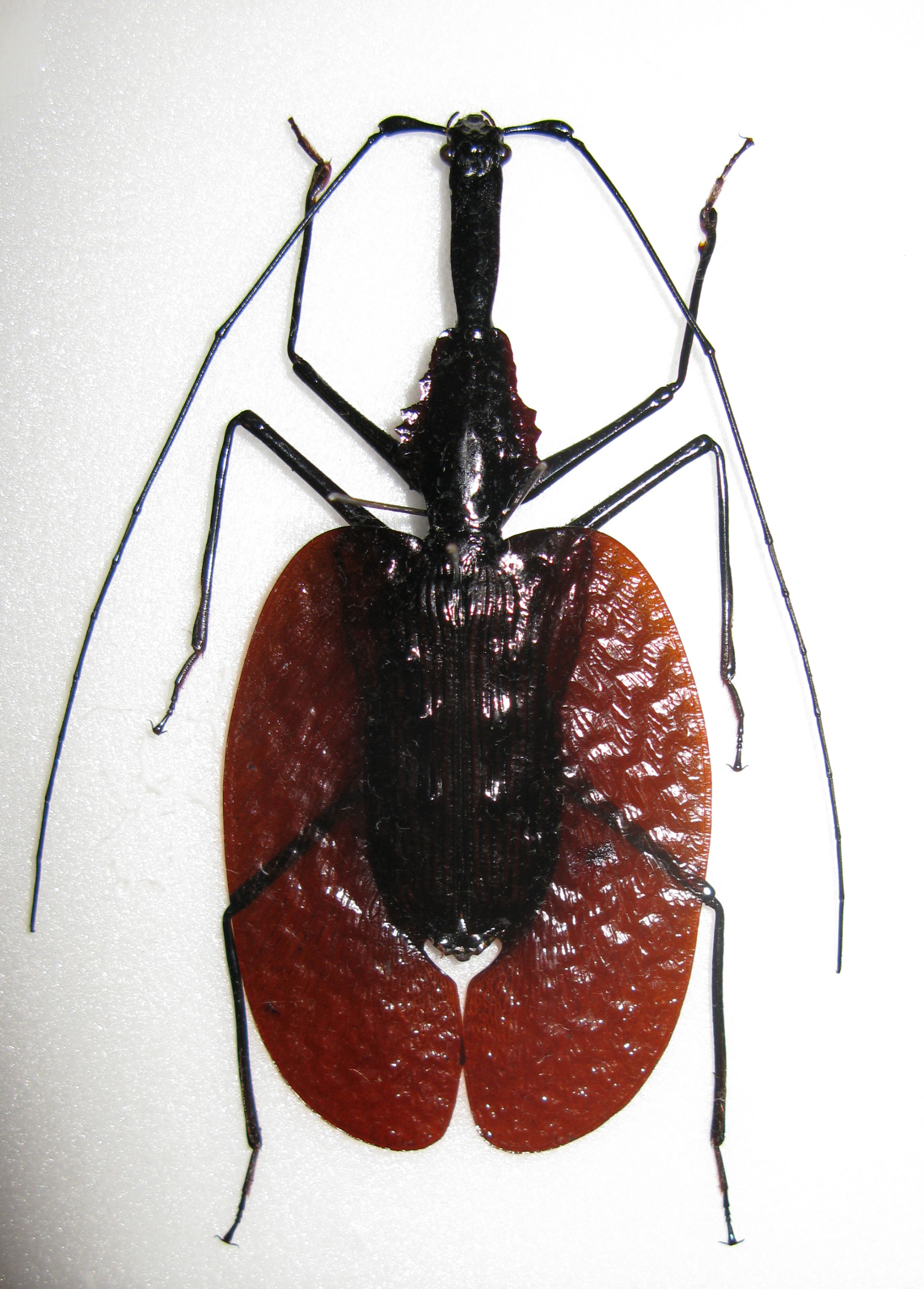
Mormolyce phyllodes
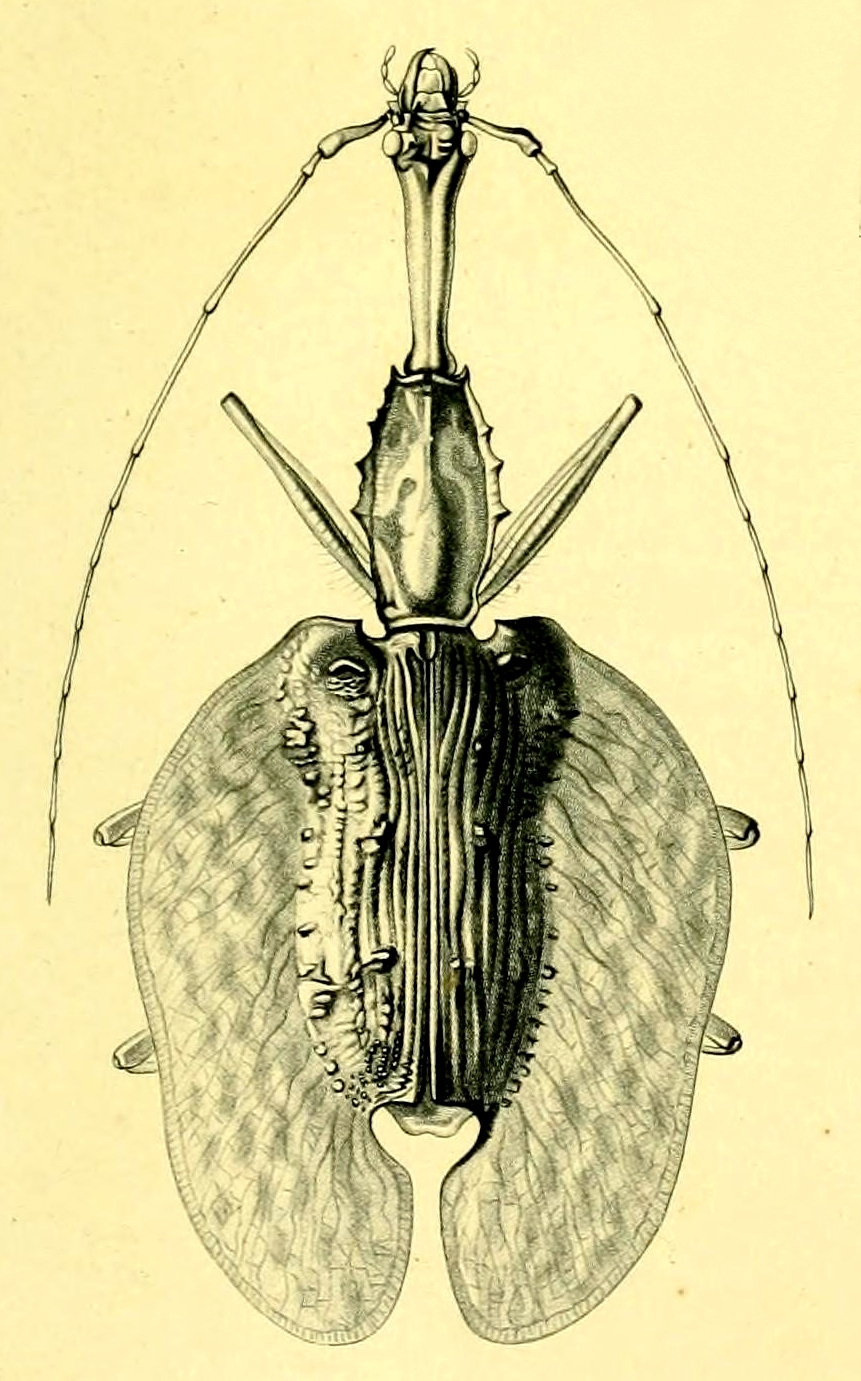
Mormolyce hagenbachi
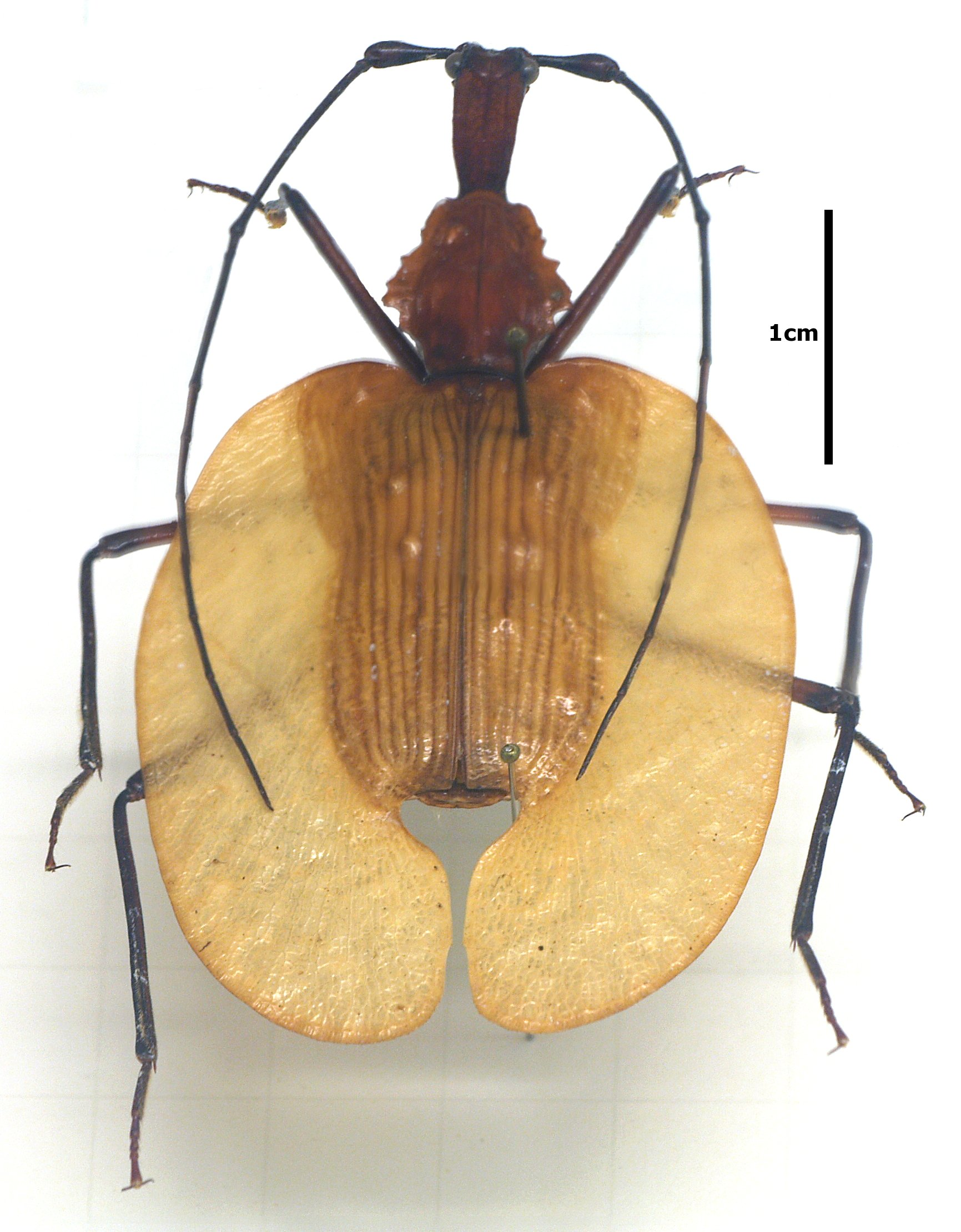
Mormolyce phyllodes